# Peter Schulthess
Peter Schulthess (* 1953) ist ein Schweizer Philosoph.

## Lebenslauf
Peter Schulthess studierte von 1972 bis 1978 Philosophie, Mathematik und deutsche Literatur. Nach der Promotion 1979 und der Habilitation 1988 in Philosophie ist er seit 2002 ordentlicher Professor für Theoretische Philosophie an der Universität Zürich.
Seine Arbeitsgebiete sind Fragestellungen aus dem Schnittbereich von Logik, Sprachphilosophie und Ontologie in historischer und systematischer Hinsicht.

## Schriften (Auswahl)
- Relation und Funktion. Eine systematische und entwicklungsgeschichtliche Untersuchung zur theoretischen Philosophie Kants. Berlin 1981, ISBN 3-11-008439-2.
- Sein, Signifikation und Erkenntnis bei Wilhelm von Ockham. Berlin 1992, ISBN 3-05-002255-8.
- Am Ende Vernunft – Vernunft am Ende? Die Frage nach dem logos bei Platon und Wittgenstein. Sankt Augustin 1993, ISBN 3-88345-544-X.
- mit Ruedi Imbach: Die Philosophie im lateinischen Mittelalter. Ein Handbuch mit einem bio-bibliographischen Repertorium. Düsseldorf 2000, ISBN 3-7608-1218-X.